# Crimson Polaris
La Crimson Polaris è stata una nave da carico di cippato battente bandiera di Panama che si spezzò in due nell'agosto 2021.

## Caratteristiche
La Crimson Polaris era una nave da carico di 199,9 metri. La sua larghezza era di 32,2 metri e a pieno carico aveva un pescaggio di 11,4 metri. La sua stazza lorda era di 39.910 tonnellate e il tonnellaggio di portata lorda di 49.549 tonnellate.
La nave era azionata da un singolo motore Diesel, che le dava una velocità di 10,5 nodi.

## Storia
La Crimson Polaris venne completata nel 2008.

### Naufragio
L'11 agosto 2021 si arenò ad Hachinohe, in Giappone, verso la fine di un viaggio verso la Thailandia con un trasporto di 44.000 tonnellate di cippato. Il giorno successivo si spezzò in due tra le stive 5 e 6, causando una fuoriuscita di petrolio che ha interessato una superficie di 24 chilometri (15 miglia) di lunghezza e 800 metri (0,50 miglia) di larghezza, con 1.600 tonnellate di petrolio rimaste nella nave. La poppa affondò mentre la sezione anteriore fu rimorchiata al porto per lo scarico.